# Averrhoidium dalyi
Averrhoidium dalyi är en kinesträdsväxtart som beskrevs av Acev.-rodr. & Ferrucci. Averrhoidium dalyi ingår i släktet Averrhoidium och familjen kinesträdsväxter. Inga underarter finns listade i Catalogue of Life.